# Мистер Фантастик
Ми́стер Фанта́стик (англ. Mister Fantastic), настоящее имя доктор Рид Ри́чардс (англ. Dr. Reed Richards) — вымышленный супергерой, появляющийся в американских комиксах издательства Marvel Comics. Персонаж является одним из членов-основателей Фантастической четвёрки. Ричардс обладает обширными познаниями в области: машиностроения, аэрокосмической инженерии, электротехники, химии, всех уровней физики, человеческой и инопланетной биологии. Businessweek включил Мистера Фантастика в топ-10 наиболее высокоинтеллектуальных персонажей американских комиксов. Он является изобретателем космического корабля, который подвергся мощному облучению радиации, давшей Фантастической четвёрке их суперспособности. Рид Ричардс получил способность сжимать и растягивать своё тело, принимая любую форму по своему усмотрению.
Мистер Фантастик показан как лидер и глава Фантастической четвёрки как семьи, хотя он часто изображается как холодный и отдалённый от своих близких человек, отдающий предпочтение научным экспериментам. Несмотря на то, что космические лучи наделили его сверхчеловеческой эластичностью, Рид предпочитает полагаться на свой гениальный интеллект, будучи самым умным человеком во вселенной Marvel. Было подтверждено, что Рид страдает от расстройства аутистического спектра. Его лучший друг Бен Гримм, который превратился в каменного монстра Существо, частично винит Рида в своей трансформации. Всякий раз, когда Ричардс сталкивается с определённой проблемой, его внимание целиком и полностью сосредотачивается на поиске её решения, из-за чего он часто пренебрегает членами своей семьи. Несмотря на это, он является любящим мужем Сьюзан Шторм, отцом Франклина и Валерии Ричардс, а также зятем (мужем сестры) Джонни Шторма.
Вне комиксов Рид Ричардс был сыгран: Алексом Хайд-Вайтом в невыпущенном фильме «Фантастическая четвёрка», Йоаном Гриффитом в «Фантастической четвёрке» 2005 года и его сиквеле 2007 года и Майлзом Теллером в фильме «Фантастическая четвёрка» 2015 года. В фильме «Доктор Стрэндж: В мультивселенной безумия» 2022 года, действие которого разворачивается в рамках медиафраншизы «Кинематографическая вселенная Marvel», роль Рида Ричардса с Земли-828 исполнил Джон Красински. В фильме «Фантастическая четвёрка: Первые шаги» (2025) персонажа сыграл Педро Паскаль.

## История публикаций
Впервые герой появился в The Fantastic Four #1 (Ноябрь 1961) и был создан сценаристом Стэном Ли и художником Джеком Кирби. Он был одним из главных героев серии комиксов о Фантастической четвёрке. Ли заявил, что персонаж был основан на Пластичном человеке из DC Comics, который не имел своего аналога в Marvel.
Рид Ричардс продолжает регулярно появляться в комиксах о Фантастической четвёрке в большинстве публикаций.

## Биография

### Ранняя жизнь
Рид родился в Централ сити, Калифорния и был сыном Эвелин и Натаниэля Ричардсов. Натаниэль Ричардс был учёным и Рид унаследовал от него высокий уровень интеллекта, а также интересы. Будучи вундеркиндом с выдающимися способностями в математике, физике и машиностроении, Рид Ричардс поступил в колледж в возрасте 14 лет, посетив такие престижные учебные заведения, как Массачусетский технологический институт, Калифорнийский технологический институт, Гарвардский университет, Колумбийский университет и вымышленный Государственный университет Эмпайр. В возрасте 20 лет он имел несколько степеней в области науки.
Именно в Государственном университет Рид встретил своего будущего лучшего друга — капитана футбольной команды Колумбийского университета Бена Гримма. В студенческие годы Рид начал проектировать космический корабль, способный путешествовать в гиперпространстве.
Когда 19-летний Рид Ричардс продолжил своё обучение, посещая Колумбийский университет на Манхэттене, он снимал комнату в пансионате, принадлежащем тёте девушки по имени Сьюзан Шторм. К своему смущению, девушка, которой было 13, мгновенно влюбилась в него. Несмотря на то, что Рид должен был двигаться дальше, она переняла его амбиции. Кроме того, на момент обучения в Университете штата, он познакомился со своим блестящим сокурсником, Виктором фон Думом. В Ричардсе Дум нашёл первого человека, который мог бы сравниться с ним интеллектуально, расценивая Рида как своего соперника. Намереваясь доказать своё превосходство, Дум провёл безрассудные эксперименты, в результате которых его лицо было сильно изуродовано.
В Гарварде Рид получил докторские степени в области физики и электротехники, в 22 года занимая должность военного учёного. Три года спустя, в середине его 20-х годов, Рид использовал своё наследство, наряду с государственным финансированием, чтобы финансировать свои исследования. Будучи переполненным решимостью побывать на Марсе и за его пределами, Ричард посвятил самого себя этому проекту. Сьюзан Шторм переехала в тот же район, где жил Рид, и вскоре стала его девушкой. Благодаря сбережениям её семьи и участию в благотворительных фондах Сью помогла Риду с финансированием, когда у него кончились деньги. Кроме того, сосед Рида по комнате в колледже, Бен Гримм, теперь успешный летчик-испытатель и астронавт, загорелся желанием полететь вместе с ним.
Всё шло хорошо, пока правительство не прекратило финансирование его проекта. Ричардс, желая воплотить в жизнь свои задумки, решился на проведение внепланового испытательного полёта, убедив Бена, Сью и её младшего брата Джонни отправиться вместе с ним. Они знали, что они ещё не завершили все запланированные испытания, но Рид настаивал на безопасности. Изначально Бен скептически относился к возможным негативным последствиям космической радиации, однако Рид был уверен, что экраны корабля защитят их.
Именно по инициативе Рида состоялась судьбоносная миссия в открытый космос, в которой его сопровождали Сьюзан Шторм, Джонни Шторм и Бен Гримм. Когда их корабль прошёл через Пояс Ван Аллена, они обнаружили, что их кабины заполнились практически смертельными дозами космического излучения. В результате им пришлось прервать миссию и вернуться на Землю. Совершив аварийную посадку, они обнаружили, что неизвестное излучение изменило физиологию исследователей. Тело Рида стало эластичным и он получил способность изменять размер любой из своих конечностей. По его предложению, они решили использовать свои новые способности, чтобы служить человечеству как Фантастическая четвёрка. Рид был выбран лидером команды, выступая под псевдонимом Мистер Фантастик. Позднее он рассказал своей дочери, посредством истории перед сном, что предложил им стать авантюристами и дал такие диковинные костюмы и имена как «Мистер Фантастик» и «Существо» так как знал, что их будут бояться и ненавидеть без соответствующего общественного имиджа.
Эта история изменялась на протяжении многих лет, чтобы соответствовать актуальной действительности. В оригинальных комиксах Ричардс был ветераном Второй мировой войны, который служил в тылу врага в оккупированной Франции, и цель его полёта в космос заключалась в прибытии на Луну раньше, чем коммунисты. Позднее миссия была заменена на исследование межзвёздных областей и зон, находящихся за их пределами. В Fantastic Four vol. 6 #14 (сентябрь 2019) было выявлено, что Рид участвовал в космической гонке, чтобы разработать первый двигатель со скоростью, превышающей скорость света. Кроме того, в ранних выпусках Рид сказал, что встретил Сьюзан, когда ему было 23, а ей — 12 лет, но затем её возраст был изменён на 16 лет.

### Как лидер Фантастической четвёрки
Фантастическая четвёрка, во главе с Мистером Фантастикой, столкнулась со многими необычными существами. Их первым противником стал Человек-крот, затем они сражались против скруллов и столкнулись с Подводником. Впоследствии они противостояли их злейшему врагу, Доктору Думу. Затем они отправились в субатомный мир, а после этого встретили Рама-Тута. В скором времени их противником стал Молекулярный человек.
Будучи лидером Фантастической четвёрки, Мистер Фантастик разработал для команды множество устройств и транспортных средств, вроде специальной одежды из нестабильных молекул, которая адаптировалась к способностям супергероев. Кроме того, он часто вёл команду в другие измерения, такие как Негативная Зона. Помимо этого Рид винил себя за трансформацию своего лучшего друга Бена Грима и всеми силами старался вернуть ему прежний облик.
Под его руководством команда получила всемирную известность и славу и стала одним из самых знаменитых союзов супергероев Земли. Вместе они бесчисленное количество раз спасали мир. Самого Рида Ричардса неоднократно признавали величайшим умом планеты. Патенты и лицензионные платежи с его изобретений позволили ему на протяжении многих лет финансировать команду в одиночку.
Спустя множество приключений, которые пережила Фантастическая четвёрка, Рид женился на Сью. Вскоре после этого команда впервые столкнулась с Нелюдями. Затем они встретились с Серебряным Сёрфером и пожирателем миров Галактусом. Рид впервые открыл портал в Негативную Зону. Фантастическая четвёрка сражалась против Психо-человека. Незадолго до рождения первенца Рида и Сью Франклина, команда противостояла повелителю Негативной Зоны, Аннигилусу. Франклин родился мутантом с неимоверными силами, но из-за воздействия космических лучей в ДНК его родителей, эти силы начали проявляться в раннем возрасте. Сью инициировала расторжение брака, однако потом герои помирились.
Однажды Рид даже спас жизнь Галактусу. Он купил здание Бакстера. Позднее он был судим империей Ши’ар за спасение жизни Галактуса, однако все обвинения были сняты, когда Вечность доказал, что Галактус необходим для поддержания баланса во вселенной. Также Рид воссоединился со своим отцом в альтернативной временной линии. Через некоторое время Рид и Сью покинули Фантастическую четвёрку и присоединились ко Мстителям. Из-за прошлого опыта в управлении Фантастической четвёрки Риду было трудно приспособиться к лидерству Капитана Америки. Тем не менее, Рид и Сью впоследствии вернулись в Фантастическую четвёрку.
В ходе борьбы с инопланетянином по имени Голод, Доктор Дум был тяжело ранен. Фантастическая четвёрка также участвовала в сражении с Голодом и Дум попросил своего старого врага взять его за руку. В этот момент они оба исчезли со вспышкой, не оставив ничего, кроме пепла. Казалось бы заклятые враги умерли в объятиях друг друга.
Тем не менее, никто не знал, что Рид и Дум переместились во время варваров существом по имени Гипершторм, внуком Рида из альтернативного будущего, ребёнком Франклина Ричардса и Рэйчел Саммерс, дочери Скотта Саммерса и Джин Грей. Они были отброшены в далёкое прошлое, без каких-либо технологий, и, несмотря на свои блестящие умы, им не удалось найти дорогу домой. Дум был взят в плен Гиперштормом. Рид отсутствовал около года.
В то же время, остальная часть Фантастической четвёрки завербовала Скотта Лэнга в качестве научного консультанта. Они столкнулись с безумной альтернативной версией Рида, Тёмным разбойником, который путешествовал от реальности к реальности, в попытках уничтожить версии себя, после того, как ему не удалось спасти родную планету от Галактуса.
Некоторое время спустя, остальные члены Фантастической четвёрки вместе с Подводником, Лайджей и Кристоффом Вернардом оказались в ловушке в той же эпохе, что Рид и Дум. Они нашли Рида, но столкнулись с новой проблемой: в течение всего времени, проведённого в этой эпохе, Рид смирился, что его старые друзья не смогут спасти его и атаковал их, но вскоре понял, что это действительно были его друзья. Вернувшись в своё время, он искал Галактуса, так как он был единственным существом во всей вселенной, способным победить Гипершторма. После поражения Гипершторма от рук Галактуса, Фантастическая четвёрка вернулась к нормальной жизни, как настоящая семья.

### Натиск и Возрождение героев
Фантастическая четвёрка столкнулась с существом под названием Натиск. Он взял под контроль армию Стражей и вторгся в Нью-Йорк, выслеживая мутантов, ставших его целью. Он хотел усилить свои полномочия с помощью богоподобных способностей Франклина Ричардса. Лишь благодаря жертве Фантастической четвёрки и многих других персонажей Marvel Натиск был побеждён. Вскоре выяснилось, что герои на самом деле не погибли, а были спасены Франклином, который создал карманную вселенную и перенёс их туда. Несмотря на это, герои забыли большую часть своей жизни. За время их отсутствия, штаб-квартира Фантастической четвёрки была разрушена Повелителями зла, которые выдавали себя за супергеройскую команду Громовержцев. Год спустя Франклин вернулся вместе со своей семьёй и другими героями в основную вселенную. Фантастическая четвёрка, в конечном итоге, обосновалась в здании Бакстера.
Как выяснилось позже, Рид был членом Иллюминатов и владел одним из камней Бесконечности, камнем силы.

### Гражданская война
Во время Гражданской войны Мистер Фантастик был одним из ведущих деятелей, наряду с Железным человеком и Хэнком Пимом, выступающих за принятия акта о регистрации сверхлюдей. Он предположил, что война приведёт к конфликту с его женой, что и случилось, когда клон Тора, созданный им и Тони Старком, обезумел и убил Билла Фостера и едва не уничтожил других Секретных Мстителей, которых спасла Сью.
Вскоре после этого инцидента, Сью и Джонни покинули команду, чтобы присоединиться к стороне сопротивления Капитана Америки. Она оставила записку спящему Риду, сообщив ему, что дети находятся на его попечении, так как она намерена уйти в подполье и объединить силы армией сопротивления Капитана Америки. В конце послания она сердечно попросила мужа «исправить всё».
В The Amazing Spider-Man #535, сюжет которого разворачивается незадолго до событий Civil War #5, Питер Паркер потребовал увидеть условия тюрьмы, предназначенной для заключения сверхлюдей. После того, как Железный человек исполнил его просьбу, Паркер вернулся с большим количеством сомнений, по поводу выбранной стороны и спросил Рида, почему тот поддержал закон о регистрации сверхлюдей. Мистер Фантастик рассказал ему про своего дядю по отцовской линии, которого звал Тед. Рид описал своего дядю как человека «весёлого», «доброго» и «прощающего», но в то же время «упрямого» и «эксцентричного». Из-за того, что он сильно выделялся, Тед был вызван на слушание комитета по антиамериканской деятельности и был заключён в тюрьму за неуважение к Конгрессу на шесть месяцев. После того, как он отбыл наказание, Тед не мог найти работу и получил презрение в глазах отца Рида. Рид сказал, что это «убило его», не вдаваясь в подробности. Он посчитал, что его дядя влез в драку, которую не мог выиграть, вместо того, чтобы соблюдать закон.
Тем не менее, Fantastic Four #542 подразумевает, что выбор Рида связан с верой в вымышленную концепцию псиоистории Айзека Азимова, которая показала, что миллиарды людей умрут в эскалации конфликтов без присутствия акта.
В финальной битве Рид был застрелен Таскмастером, в попытках защитить Сью. Тем не менее, он выжил и воссоединился со своей женой. Поскольку их браку угрожал распад, они решили сделать перерыв и покинуть Фантастическую четвёрку. Рид попросил Чёрную пантеру и Шторм заменить их в команде. Отпуск Рида и Сью закончился вскоре после того, как на них напала Ужасающая четвёрка и они вернулись в команду.

### Мировая война Халка
Узнав, что Халк отправился на Землю, чтобы отомстить её жителям за то, что те изгнали его, а затем уничтожили его планету, Мистер Фантастик вместе с Железным человеком отправился к Часовому, полагая, что только он способен одолеть Халка. В дальнейшем он при помощи других членов Фантастической четвёрки, а также Чёрной пантеры и Шторм спроектировал устройство, которое позволило создать проекцию Часового. После того, как Халк побеждает Существо, Рид использует на нём это устройство, однако Халк понимает, что это обман и разрушает его. Сью пытается остановить Халка силовыми полями, но её усилия оказываются тщетными. Впоследствии Рид становится жертвой гнева Халка.
Позднее Рид был виден вместе с другими захваченными героями на гладиаторской арене, построенной Халком и его приспешниками на Мэдисон-Сквер-Гарден. В каждого из героев были имплантированы «диски послушания», которые заставляли их биться друг с другом. Это были те же диски, которые мучили Халка во время его пребывания на планете Сакаар. Мистеру Фантастику пришлось сражаться против Железного человека, в то время как Доктор Стрэндж противостоял Чёрному Грому. В итоге Рид одолел Тони и по приказу Халка должен был нанести решающий удар. Тем не менее, Халк, который искал справедливости, но не возмездия, отключил диски. После того, как Часовой довёл Халка до человеческого состояния, Миек признался, что это он был виновен в уничтожении Сакаара, так как ему была чужда мирная жизнь. После этого Иллюминаты были частично освобождены от ответственности за разрушение планеты.

### Секретное вторжение
Мистер Фантастик присутствует на собрании Иллюминатов, где они обсуждают угрозу, исходящую от скруллов. Они обнаруживают, что один из скруллов заменил Чёрного грома.
Впоследствии ему и Хэнку Пиму было поручено исследовать тело скрулла, выдававшего себя за Электру. После завершения исследования Рид утверждает, что он разгадал, как скруллам удаётся скрывать свои личности. Прежде чем он успевает объяснить, Хэнк Пим, который также оказывается замаскированным скруллом, стреляет в него из оружия, в результате чего его эластичное тело теряет форму. В Secret Invasion: Fantastic Four #1 скруллы используют облик Рида, чтобы захватить Сью Шторм, дабы облегчить нападение на штаб-квартиру Фантастической четвёрки.
Скруллы растягивают бесформенное тело Рида во всех направлениях, используя его в качестве покрытия для арены на борту космического корабля. Его освобождает Абигейл Бранд, с которой он отправляется на Дикую землю, где активирует устройство, позволяющее видеть сквозь генетическую маскировку скруллов. После того, как Мистер Фантастик помогает Мстителям победить самозванцев, он участвует в битве за Нью-Йорк.

### Тёмное правление
Спустя неделю после окончания Секретного вторжения, Рид решил серьёзно переосмыслить свою жизнь и построил устройство под названием «Мост», которое позволило ему путешествовать между другими реальностями. Тем не менее, как только он запустил «Мост», агенты М. О. Л. О. Т.а вторглись в здание Бакстера и отключили питание в здании Бакстера, что привело к колебанию мощности, которое отправило Сью, Джонни и Бена в доисторическую эру. В это время Франклин и Валерия, вернувшиеся в здание Бакстера, оказали сопротивление Норману Озборну и агентам М. О. Л. О. Т.а, которые хотели закрыть Фантастическую четвёрку. Рид посетил около миллиона реальностей и пришёл к выводу, что Гражданскую войну нельзя было закончить мирным путём. После того, как Рид отключил устройство, Фантастическая четвёрка вернулась домой как раз вовремя, чтобы остановить Озборна от убийства Франклина и Валерии. Рассказав Риду о том, что произошло, Сью взяла с него обещание разрушить «Мост». Он сказал, что «разберёт его по частям». Оказалось, что прежде чем отключить «Мост», Ричардс обнаружил других людей с такой же технологией, которые согласились помочь ему, после чего он воссоздал устройство.

### Фонд Будущего
Команду поразила трагедия, когда Джонни Шторм пожертвовал своей жизнью в Негативной Зоне, предотвратив вторжение пришельцев. По мере того, как Фантастическая четвёрка оправилась после смерти Джонни, Рид разочаровался видением наукой современными учёными. Из-за этого он создал новую команду, Фонд Будущего, задачей которой было обеспечение лучшего будущего человечеству.

### Крах Фантастической четвёрки
После того, как Джонни вернулся и команда была вновь переименована в Фантастическую четвёрку, Ридь, Сью, Джонни и Бен систематически подвергались нападению со стороны таинственного Тихого человека, который стоял за многими злодеями, противостоявшими им на протяжении долгих лет и, в настоящее время, решил предпринять активные действия. Так, например, он лишает Человека-факела его способностей, подбрасывает ложные обвинения Существа в убийстве и обеспечивает лишение родительских прав Рида и Сью. После этого он похищает Мистера Фантастика, с помощью героев, созданных в карманной вселенной Франклина. Тем не менее, Риду удаётся нарушить план Тихого человека, заключающийся в объявлении себя героем, предотвратившим злодеяния «Рида», когда выясняет, что Психо человек, один из союзников Тихого человека, намеревается предать его. Объединив усилия с бывшим врагом, ему удаётся отключить оборудование Психо человека.

### Секретные войны
После того, как родной мир Рида столкнулся с Ultimate вселенной, он оказался одним из немногих выживших с Земли-616, при этом не лишившись своих воспоминаний. Вместе с другими героями он находился на спасательном плоту, прежде чем все они были освобождены Доктором Стрэнджем. Узнав, что новым «миром битв» теперь управляет Доктор Дум, который получил силу Потусторонних и Молекулярного человека и фактически стал Богом, Рид и другие герои расходятся по «миру битв». В конце концов, Мистер Фантастик объединяется со своим двойником из Ultimate вселенной, Творцом. Несмотря на то, что по существу они являются одним человеком, Рид и Творец не разделяют взглядов друг друга: в то время как Мистер Фантастик ищет способ спасти мир, Творец больше сосредотачивается на убийстве Дума. Они обнаружили, что источником силы Дума является Молекулярный человек. Творец попытался предать Рида, превратив его в обезьяну, однако Молекулярный человек встал на сторону героя и превратил Творца в пиццу пеперони. Когда Дум вступил в конфронтацию с Мистером Фантастикой, Молекулярный человек временно лишил его сил, после чего тот потерпел поражение. Рид получил его силу и вместе с Франклином и Молекулярным человеком начал восстанавливать мультивселенную.

### Возвращение на Землю-616
С появлением новой угрозы в лице Плакальщицы над концом всего сущего, Мистер Фантастик практически полностью израсходовал свои силы, дарованные Потусторонними, в то время как в распоряжении Франклина остались лишь ограниченные способностями к искажению реальности. Поскольку Плакальщица уничтожила более 100 миров, Фонду Будущего пришлось противостоять ей собственными силами со смертью Молекулярного человека. Рид сыграл на её гордыне, заявив, что Фантастическая четвёрка в полном составе смогла бы одолеть её, в результате чего та предоставила ему своё оборудование, позволившее Риду и Сью воссоединиться с Джонни и Беном. Благодаря подоспевшим союзникам в лице бывших членов команды, Фантастическая четвёрка одержала победу и вернулась на Землю, где появилась новая команда под названием Фантастикс, во главе с Мисс Америкой, взявшей имя Мисс Фантастикс. Фантастическая четвёрка одобрила деятельность Фантастикс и даже передала команде Здание Бакстера, в то время как сама перенесла штаб на улицу Янси.

## Силы и способности
В результате космического облучения Рид Ричардс приобрёл способность эластичности. Он способен изменять своё тело по собственному желанию, что позволяет ему растягиваться, деформироваться и преобразовываться практически в любой форме. Свои способности Мистер Фантастик использует как в наступательных, так и в оборонительных целях: к примеру, он может сжиматься в шар, а затем бить рикошетом своих оппонентов или превратиться в парашют или батут, чтобы спасти товарищей по команде. Также он способен самовольно уменьшать плотность своего тела до тех пор, пока оно не достигнет жидкого состояния, что позволяет ему проникать через различные отверстия. В бою Рид формирует свои руки в молоты или булавы, а также концентрирует массу в кулаках, для увеличения их эффективности в качестве оружия.
Самым крайним проявлением способностей Рида, которого он был когда-либо в состоянии достичь, было увеличение размеров его конечностей до пропорций Существа, что также увеличило его физическую силу.
Применение и поддержание этих форм требует неимоверных усилий. За годы умственных и физических тренировок, Рид научился выполнять эти действия, исходя из собственного усмотрения. Поддержание нормальной человеческой формы его тела требует определённой степени постоянной концентрации. По словам Сьюзан Шторм, когда Рид расслабляется или отвлекается, его тело «медленно расплавляется». Когда Мистер Фантастик сильно напрягается, он ощущает сильную боль, а его тело временно теряет свою естественную упругую устойчивость.
Сила Рида Ричардса скорее исходит от способностей его интеллекта, нежели тела. Однажды он сказал Человеку-пауку, что считает эластичность своего тела расходным материалом, по сравнению с уровнем своего интеллекта. Высказывалось предположение об усилении умственных способностей Рида за счёт его полномочий, так как однажды, во время посещения альтернативной вселенной, где его двойник никогда не подвергался воздействию космических лучей, Рид обнаружил своё интеллектуальное превосходство над ним, однако существовали и человеческие версии Рида, которые была даже умнее его, в частности представители Совета Ридов. Тони Старк прокомментировал, что способности Рида по расширению его физического мозга дают ему преимущество, хотя это, скорее всего, была шутка. Сцена из того ж выпуска показали «раздувание» черепа Рида, когда он рассчитывал производимую мощь репульсионной батареи сердца-имплантата Тони.
Практически при каждом его появлении Рид был показан как один из самых умных персонажей вселенной Marvel. Будучи дальновидным теоретиком и изобретателем, он произвёл настоящий прорыв в таких областях, как космический полёт, путешествие во времени, гиперпространство, биохимия, робототехника, компьютерные технологии, синтетические полимеры, коммуникация, мутация, транспорт, голография, производство энергии и спектроскопия. Тем не менее, он никогда не боится признать, что некоторые люди имеют больше опыта в определённых областях, как например он согласился, что Доктор Осьминог обладает большими знаниями об излучении, а Хэнк Пим превосходит его в биохимии или, что Человек-паук может думать о проблеме с точки зрения биологии, чего не в состоянии сделать он, будучи физиком. Ричардс получил степень доктора философии в математике, физике и инженерии. Его патенты настолько ценны, что он был в состоянии основать Фантастическая четвёрка инкорпорейтед без каких-либо финансовых затруднений. На Мистера Фантастика плохо действует гипноз и телепатия, сам Рид объясняет это «эластичностью мозгов». Тем не менее, интеллект Ричардса не даёт ему проникнуться магией, так как, несмотря на интенсивные уроки Доктора Стрэнджа и угрозу попадания его сына в ад, Рид не смог отбросить свой скептицизм в отношении сверхъестественного.
Также Мистер Фантастик является опытным бойцом ближнего боя и, за годы сражений вместе с Фантастической четвёркой, заработал чёрный пояс по дзюдо.
После окончания событий Secret Wars, Рид получил полномочия Потусторонних, которыми когда-то обладал Дум. Полагаясь на творческие способности его сына Франклина, Рид использовал приобретённые силы, чтобы восстановить мультивселенную.

## Альтернативные версии

### Age of Apocalypse
В альтернативной реальности, известной как Век Апокалипсиса, Рид никогда не получал свои способности и не был облучён космической радиацией. Вместо этого он пытался эвакуировать большую часть мирных жителей из Манхэттена, когда Апокалипсис пришёл к власти. Наряду с Беном Гриммом в качестве пилота, и его друзьями Джонни и Сьюзан Рид использовал один из своих кораблей, чтобы улететь на остров. Он и Джонни принесли себя в жертву, чтобы спасти большую часть экипажа, когда мутант саботировал корабль.

### Bullet Points
Рид Ричардс был назначен правительством обеспечить техническую поддержку Стиву Роджерсу, который является в этой реальности Железным человеком. Вместе со Сью, Джонни и Беном он, как и в классической вселенной, должен был отправиться в космос, чтобы изучить космические лучи. Тем не менее, полёт был саботирован, и все, кто находился на корабле погибли, за исключением Рида. В дальнейшем он принял пост главы Щ. И. Т.а. Из-за катастрофы, Рид потерял свой левый глаз, что сделало его похожим на Ника Фьюри.

### Совет Ридов
Межпространственный Совет Ридов впервые появился в Fantastic Four #570 (Октябрь, 2009). Совет состоит из нескольких версий Рида Ричардса из альтернативных вселенных, каждая из которых владеет различными полномочиями, интеллектом и способностями. Присоединившись к совету, Ридам удаётся изобрести устройство (так называемый «Мост»), что позволило им перемещаться между реалиями. Рид с Земли-616 обнаружил, что все Риды имеют одну общую черту: каждый из них вырос без отца, Натаниэля Ричардса, чьё воспитание сделало Рида с Земли-616 более сострадательным человеком. Рид отказался от членства совета, понимая, что для этого ему придётся пожертвовать своими семейными узами. Почти все представители Совета была убиты Целестиалами, во время собрания в собственной штаб-квартире.
Из-за несчастного случая, вызванного Валерией Ричардс, четверо Ридов проникли на Землю-616. Рид был вынужден собрать команду из своих бывших врагов — Доктора Дума, Безумного мыслителя, Чародея, Диабло и Высшего Эволюционера, чтобы остановить своих двойников, прежде чем им удастся уничтожить мир.

### Counter Earth
Версия Рида Ричардса с Анти Земли была создана Высшим Эволюционером. В результате воздействия космических лучей, он приобрёл способность превращаться в дикого бегемота с пурпурной кожей, выступая под именем Брут. Ему удалось попасть на Землю-616, после чего он отправил Мистера Фантастика в Негативную Зону и занял его место. Вскоре после этого Брут поймал в ловушку Человека-факела и Существо, но был остановлен Невидимой леди, которая освободила своих товарищей по команде и поймала Брута. Позже он стал членом Ужасающей четвёрки. Он впервые появился в Marvel Premiere #2 (Май, 1972).

### Dark Raider
Альтернативная версия Рида Ричардса с Земли-944 впервые появилась в Fantasic Four #387 (Апрель, 1994). Он сошёл с ума, когда не смог спасти свою планету от Галактуса. Взяв личность Тёмного разбойника, он начал перемещаться от реальности к реальности, чтобы уничтожить каждую версию себя. Фантастическая четвёрка впервые столкнулась с ним во время путешествия в альтернативном прошлом, где они стали свидетелями собственных молодых версий. Когда Тёмный разбойник прибыл в их реальность, он попытался активировать Окончательный обнулятор, но, по-видимому, был уничтожен Уату. Позже выяснилось, что это был не Уату, а Арон, Наблюдатель-изгой который переместил Разбойника в другое место. В дальнейшем он вернулся и был убит Невидимой леди в Негативной Зоне.

### Земля-А
В этой реальности, на борту космического корабля находились только Рид Ричардс и Бен Гримм. Под воздействием космического облучения Рид превратился в Существо, в то время как Гримм получил способности Мистера Фантастика и Человека-факела. Эта версия дебютировала в Fantastic Four #118 (Январь, 1972).

### Marvel 1602
Во вселенной Marvel 1602, родившийся в 17-м веке Рид (которого зовут сэр Ричард Рид, хотя к нему часто обращаются как к «сэру Риду» или «мастеру Ричардсу») является лидером Четвёрки из Фантастика и его гибкость сравнивается с водой. Как и классический Мистер Фантастик, Рид является гением, разработавшим способы применения электрической силы, классифицировал науки и высказал гипотезу о существовании скорости света.
По словам Питера Дэвида, сценариста мини-серии 1602 Marvel: Fantastick Four, сэр Ричард ещё более педантичный, чем его классический аналог. Во время поездки в Атлантиду, Ричард Рид не мог свыкнуться со связью атлантов и Посейдона, а также со скептицизмом относился к их короткой встрече с Наблюдателями. Сью помогла ему понять, что хотя все эти вещи не могли нормально оцениваться по их нынешним стандартом, в будущем человечество сможет их объяснить.

### Marvel Zombies
Когда на Землю попадает космическая инфекция, превращающая живых существ в зомби, Рид и Сью теряют своих детей Франклина и Валерию, которые были убиты зомби-Женщиной-Халк. Обезумевший Рид намеренно подвергает своих товарищей по команде воздействию инфекции зомби-вирусом, после чего Сью, Джонни и Бен заражают его. Они пытаются пробраться к порталу в другие измерения, однако Нику Фьюри удаётся уничтожить его. Впоследствии зомби-Мистер Фантастик обманом заманивает свою Ultimate-версию в их измерение, однако тому удаётся сбежать. Зомби-Фантастической четвёрке удаётся попасть в Ultimate вселенную, но они терпят поражение и оказываются заперты в тюремной камере. Благодаря уловке зомби-Мистера Фантастика, им удаётся выбраться, после чего они атакуют здание Бакстера. Зомби-Рида Ричардса и других членов зомби-Фантастической четвёрки побеждает Ultimate-Рид Ричардс в теле Доктора Дума, после чего их остатки были выброшены в зомби-вселенную.

### MC2
В реальности MC2 Рид Ричардс был тяжело ранен, когда в Негативной Зоне произошла катастрофа. Сью использовала свои силы, чтобы удержать разрыв между Негативной Зоной и Землёй, после чего пала в кому. Фантастическая четвёрка построила станцию Фантасти в Негативной Зоне, где Рид работал над восстановлением пространственно-временной трещины. Он построил робота, Большого мозга, с его интеллектом и способностью генерировать силовые поля его жены, который заменил их в команде. После этого Рид был в состоянии устранить нарушения в разломе, вывести Сьюзан из комы и найти лекарство для себя. Мистер Фантастик и Невидимая леди вернулись на Землю и воссоединились с Фантастической пятёркой.

### Mutant X
В альтернативной вселенной Mutant X Фантастическая четвёрка никогда не получала суперспособности. Тем не менее, местный Рид также является гением и носит боевой костюм с механическими руками. Во время своего первого появления он строит машину, которая позволит Королеве Гоблинов призвать демонов из другого измерения. В последнем выпуске серии, Рид присоединяется к импровизированной команде злодеев и героев, чтобы остановить угрозу Королевы Гоблинов против всей мультивселенной. Он был убит Дракулой.

### Ultimate Marvel
Творец, ранее известный как Ultimate Рид Ричардс является альтернативной версией Мистера Фантастика во вселенной Ultimate Marvel. Первоначально изображался как доблестный, бескорыстный и погружённый в науку супергерой, а также как более молодая, современная версия Рида Ричардса. Впоследствии превратился в суперзлодея по прозвищу Творец, пережив череду трагедий и множество психологических травм. В дальнейшем стал частью основной вселенной  Marvel, выступая антагонистом и показательным примером для своего классического аналога, демонстрирующим, каким мог стать Рид Ричардс, если бы использовал свой гениальный интеллект и суперсилы в злых целях.

### What If?
В мире, обозначенном как Земля-772, в What If? Человек-паук присоединился к Фантастической четвёрки, но из-за его присутствия Сьюзан начала чувствовать себя бесполезной на фоне четырёх мужчин в команде, в результате чего она покинула Фантастическую пятёрку, чтобы выйти замуж за Подводника. Несмотря на то, что Рид на какое-то время обезумел и объявил войну Атлантиде, он в конце концов пришёл в себя, и, по- видимому помирились со Сью, в результате чего Фантастическая четвёрка реформировалась и провела совместную миссию в Негативной Зоне, сражаясь с Аннигилусом, чтобы обеспечить благоприятные роды Сью.
В What If? # 6 (Декабрь, 1977), после того как команда подверглась космическому облучению, они получили способности, основанные на их личности. Обширный интеллект Рид Ричардс превратил его в гигантский плавучий мозг, и он взял себе псевдоним Большой мозг. Мозг Рида был уничтожен во время битвы с Доктором Думом, но не раньше, чем он успел передать свой разум в тело Дума. Эта версия Фантастическая четверка вновь появился во втором томе сюжетной арки Timestorm. Её вызвал Наблюдатель, чтобы убедить человека, который стал бы Кангом/Иммортусом не быть угрозой. Ричардс и другие члены его Фантастической четвёрка были убиты Иммортусом.
В What If? том 1, #11 (Май, 1978) была показана альтернативная вселенная, где оригинальные сотрудники Marvel Comics 1960-х годов подверглись космическому облучению. Стэн Ли получил способности Мистера Фантастика, а также начал медленно набирать уровень его интеллекта. Ли продолжил писать и редактировать комиксы Marvel, вместе с тем сражаясь со злом вместе с остальными членами Фантастической четвёрки. История была написана Ли, и проиллюстрирована его соавтором Джеком Кирби, который в этой реальности стал Существом.
What If? vol. 2 #11 продемонстрировала несколько возможных реальностей, в каждой из которых члены Фантастической четвёрки получили одни и те же способности:
- Огненные силы: в этой реальности квартет получил силы Человека-факела. Они решали использовать свои способности на благо человечества и сформировали Фантастическую четвёрку. Они сражались с такими злодеями как Человек-крот и инопланетная раса Скруллов. Во время противостояния с мистическим Чудотворцем, герои случайно подожгли дом, что привело к смерти молодой Анжелики Парсонс. Чувствуя ответственность за смерть Парсонс, команда распустилась, а Рид посвятил свою жизнь науке.
- Эластичные силы: в этой реальности Рид, Сью, Джонни и Бен получили эластичные способности. Решив стать супергероями, Рид и Сью постепенно влюбились друг в друга и покинули команду, чтобы посвятить жизнь семье. Рид продолжил заниматься наукой, в то время как Джонни стал всемирно известным Мистером Фантастиком.
- Чудовищные формы: космические лучи превратили квартет в монстров. Тело Ридо покрылось фиолетовой кожей, что сделало его похожим на Брута. Люди стали бояться героев и Рид убедил друзей покинуть цивилизацию и жить на острове монстров.
- Невидимые силы: в финале этой истории, Бен Гримм, Рид Ричардс, Джонни Шторм и Сьюзан Шторм получили часть способностей классической Невидимой леди. Рид обрёл способность проецировать невидимость на другие объекты. Рид и трое его друзей поступили на службу в новое подразделение ЦРУ под кодовым названием Щ. И. Т., полковника Ника Фьюри, где Рид был назначен начальником лаборатории. История пересказывает первое столкновение команды с Доктором Думом в этих условиях.

## Вне комиксов

### Телевидение
- В мультсериале «Фантастическая четвёрка» 1967 года Мистера Фантастика озвучивал Джеральд Мор[75].
- Майк Роад озвучивал Мистера Фантастик в мультсериале «Фантастическая четвёрка» 1978 года[75].
- В мультсериале «Фантастическая четвёрка» 1994 года Рид Ричардс был озвучен Бо Уивером[75].
- Мистер Фантастик и другие члены Фантастической четвёрки появляются в 5 сезоне мультсериала «Человек-Паук» 1994 года, где Ричардса озвучил Кэм Кларк[75].
- В мультсериале «Невероятный Халк» 1996 года состоялось появление Ричардса и всей остальной Фантастической четвёрки в серии «Фантастическая стойкость», где Уивер вновь озвучил персонажа[75].
- Рид Ричардс и другие члены Фантастической четвёрки должны были появиться во 2, так и не вышедшем сезоне мультсериала «Серебряный Сёрфер» 1998 года[76].
- Имя Рида Ричардса также кратко упоминается в 1 эпизоде «Непобедимый Человек-паук» 1999 года. Он создаёт для Человека-паука новый, нанотехнологический костюм[75].
- В мультсериале «Фантастическая четвёрка: Величайшие герои мира» 2006 года Мистера Фантастика озвучивает Хиро Канагава[75].
- Джеймс Марстерс озвучил Мистера Фантастика в мультсериале «Супергеройский отряд» 2009 года[75].
- Мистер Фантастик, озвученный Ди Брэдли Бейкером[75], вместе с другими членами Фантастической четвёрки появлялся в мультсериале «Мстители: Величайшие герои Земли». Первоначально, он кратко фигурирует в эпизоде «Укравший завтрашний день», а затем полноценно дебютирует в серии «Личная война Доктора Дума».
- Робин Аткин Даунс озвучивает Мистера Фантастика в мультсериале «Халк и агенты У.Д.А.Р.», в эпизоде «Больше никаких монстров»[75].

### Кино

#### Невышедший фильм Роджера Кормана
В невышедшем фильме «Фантастическая четвёрка» Роджера Кормана Рида Ричардса сыграл Алекс Хайд-Вайт. Будучи студентом, Рид Ричардс провёл совместный эксперимент со своим компаньоном Виктором фон Думом, воспользовавшись энергией пролетающей над землёй кометой. Тем не менее, провалившийся эксперимент завершился предполагаемой смертью Виктора. Годы спустя, когда над Землёй должна была пролететь та же самая комета, Рид решился отправиться в экспедицию, взяв на борт космического корабля свою возлюбленную Сьюзен Шторм, её брата Джонни и лучшего друга Бена Гримма. Пролетая мимо кометы, команда подверглась воздействию исходящих из неё лучей, поскольку незадолго до полёта Ювелир подменил отвечающий за безопасность шатла алмаз. Совершив аварийную посадку на Земле, экипаж приобрёл удивительные способности. Рид, в частности, обрёл сверхчеловеческую гибкость, позволяющую ему растягивать конечности своего тела. Бен Гримм изменился сильнее остальных, превратившись в чудовище из оранжевого камня, однако Рид успокоил друга, пообещав вылечить его в обозримом будущем. Впоследствии все четверо были захвачены людьми Доктора Дума. Сбежав, они обосновались в Здании Бакстера. В дальнейшем, Рид узнаёт, что под маской Доктора Дума скрывается выживший после взрыва в лаборатории Виктор. Когда тот грозится уничтожить Нью-Йорк при помощи добытого у Ювелира алмаза, команда проникает в замок Дума и срывают его планы. Некоторое время спустя, Рид и Сьюзан женятся и, вместе с Джонни и Беном, решают посвятить свои жизни борьбе с преступностью. 

#### Фильмы 20th Century Fox
- В фильме «Фантастическая четвёрка» 2005 года роль Рида Ричардса исполнил валлийский актёр Йоан Гриффит[78]. По сюжету, он является талантливым и выдающимся учёным, который, тем не менее, испытывает финансовые трудности. Он обращается за помощью к своему старому знакомому Виктору фон Думу, в надежде, что тот профинансирует его экспедицию по изучению космического облучения. Дум соглашается, потребовав 75% прибыли, а также вызывается присутствовать на борту космического корабля. Вместе с ними в экспедицию отправляются лучший друг Рида Бен Гримм в качестве пилота, его бывшая возлюбленная Сью Шторм как руководитель генетических исследований, а также её младший брат Джонни Шторм, выполняющий роль второго пилота. Во время миссии, все пятеро подвергаются воздействию несвоевременно возникшей космической бури. Некоторое время спустя, астронавты приобретают необычные суперспособности. Каждый из них сталкивается с определёнными последствиями из-за новообретённых сил: Джонни наслаждается славой, Сью старается избегать публичности, а Бен расстаётся со своей невестой. Рид обещает вернуть друга в нормальное состояние, намереваясь воссоздать космическую бурю. Виктор, лишившийся места в компании и потерявший поддержку деловых партнёров, ко всему прочему постепенно теряет Сью, которая вновь влюбляется в Рида, отчего решает уничтожить получившую известность и признание «Фантастическую четвёрку». Несмотря на попытки Дума разобщить членов команды, Рид, Сью, Джонни и Бен объединяют усилия в сражении против него и побеждают вставшего на путь преступности Виктора. Впоследствии, Рид делает предложение Сью, на которое она с радостью соглашается.
- Гриффит вернулся к роли Мистера Фантастика в картине «Фантастическая четвёрка: Вторжение Серебряного Сёрфера» 2007 года[78]. Некоторое время спустя, после победы над Доктором Думомо, члены Фантастической четвёркой становятся мировыми знаменитостями. Рид и Сью готовятся к предстоящему бракосочетанию, которое СМИ характеризуют как «свадьбу века». Ситуация осложняется возникающими по всему земному шару аномалиями, из-за чего Рид, несмотря на все уговоры Сью, погружается в изучение данных явлений. В дальнейшем, команда сталкивается с Серебряным Сёрфером, инопланетным существом, ответственным за недавние беспорядки. Военные привлекают к расследованию Виктора фон Дума, изуродованное лицо которого исцелилось после встречи с пришельцем. Команде удаётся захватить Сёрфера и отделить его от доски, источника космических сил. Сёрфер раскрывает, что он является вестником Галактуса, пожирателя миров, пришествие которого приведёт к полному уничтожению Земли. Проникнувшись человеческой добротой Сью, Сёрфер встаёт на сторону землян, однако Виктор похищает его доску и обретает силы вестника. Рид, Бен и Сью передают свои силы Джонни, который успешно нарушает контроль Дума над доской. Сёрфер жертвует своей жизнью, чтобы остановить Галактуса и спасти Землю, по всей видимости, погибая. По прошествии этих событий, Рид и Сью женятся в Японии, однако, во время церемонии Фантастическая четвёрка получает сообщение о беспорядках в Венеции и незамедлительно отправляется на спасательную миссию.
- В фильме «Фантастическая четвёрка» 2015 года, Мистера Фантастика сыграл Майлз Теллер[79]. С юных лет Рид и его лучший друг Бен Гримм работали над созданием телепорта, в результате чего их разработки привлекли внимание директора Фонда Бакстера Франклина Шторма. Рид помогает создать Квантовые врата, которые переносят его, Бена, Джонни Шторма и Виктора фон Дума на Планету 0. Вернувшись на Землю, Рид обнаруживает, что из-за воздействия энергетической бури он обрёл способность растягиваться. Обвинив себя в инциденте, по окончании которого он был помещён под наблюдение в государственном учреждении, Рид сбегает и в течение следующего года скрывается по миру. В конечном итоге, Рида находят военные и доставляют его в Зону 57, где уговаривают помочь отремонтировать Квантовые врата. Ситуация усложняется вернувшимся фон Думом, который заявляет о своём намерении использовать Планету 0, чтобы полностью преобразить Землю. Рид, Сью, Джонни и Бен прибегают к командной работе, чтобы остановить Дума и предотвратить разрушение Земли. Вернувшись, они решают работать вместе и отстаивают свою независимость у правительства. Ко всему прочему, Рид придумывает название для их группы.

#### Кинематографическая вселенная Marvel
Джон Красински исполнил роль Рида Ричардса / Мистера Фантастика из Фантастической четвёрки с Земли-838 в фильме «Доктор Стрэндж: В мультивселенной безумия» (2022), действие которого разворачивается в рамках медиафраншизы «Кинематографическая вселенная Marvel». В фильме «Фантастическая четвёрка: Первые шаги» (2025) персонажа сыграл Педро Паскаль.

#### Другие фильмы
В полнометражном мультфильме «Планета Халка» Мистер Фантастик появляется в качестве камео как член Иллюминатов, наряду с Железным человеком, Доктором Стрэнджем и Чёрным Громом. Он и остальные с сожалением озвучивают Халку своё решение выслать его с Земли, дабы обезопасить мирных жителей от его неистовства.

### Видеоигры
- Мистер Фантастик является игровым персонажем в Fantastic Four 1997 года для PlayStation.
- У Рида Ричардса есть эпизодическая роль в игре для Sega Genesis и Super NES Spider-Man: The Animated Series 1995 года, основанной на мультсериале «Человек-паук» 1994 года. По достижении определённого уровня игры, Мистера Фантастика можно вызвать ограниченное количество раз в качестве вспомогательного персонажа.
- Мистер Фантастик играбелен в Marvel: Ultimate Alliance 2006 года, где его озвучил Дэвид Нотон[75]. Рид имеет особые диалоги с Брюсом Беннером, Уату, Чёрным Громом, Карнаком, Кристалл, Аркадой и полковником Фьюри. На диске-симуляторе Мистер Фантастик сражается с Бульдозером в Мире убийств. На другом диске-симуляторе Существо защищает Мистера Фантастика, когда его замораживает Носорог[82]. В настройках персонажа доступны классический, оригинальный и Ultimate костюмы, а также костюм New Marvel.
- Рид Ричардс, озвученный Йоаном Гриффитом[75], появляется в игре Fantastic Four 2005 года, по мотивам одноимённого фильма. На бонусных уровнях персонажа озвучивает Робин Аткин Даунс[75].
- Мистер Фантастик фигурирует в игре Fantastic Four: Flame On 2005 года.
- В игре Fantastic Four: Rise of the Silver Surfer 2007 года, по мотивам одноимённого фильма, Мистера Фантастика озвучил Мэтью Камински[75].
- Роберт Клотуорти озвучил Мистера Фантастика в игре Marvel: Ultimate Alliance 2 2009 года[75]. Поскольку игра базируется на Гражданской Войне, он выступает на стороне регистрации, наряду с Железным человеком и Певчей птицей.
- Мистер Фантастик — играбельный персонаж в Marvel Super Hero Squad Online 2011 года.
- В Spider-Man: Web of Shadows 2008 года, Человек-паук пытается дозвониться Риду Ричардсу за помощью в создании устройства, которое смогло бы разрушить симбиотов. Тем не менее, его автоответчик сообщает, что Фантастическая четвёрка находится за пределами галактики.
- Рид Ричардс появляется в качестве камео в концовке Фрэнка Уэста в игре Ultimate Marvel vs. Capcom 3 2011 года. Он рассказывает Фрэнку о Marvel Zombies, и что как только зомби поглотят собственный мир, они вторгнутся в их реальность. Чтобы не допустить этого, Ричардс и Уэст решают объединиться.
- Мистер Фантастик появляется в виртуальном пинболле Fantastic Four для Pinball FX 2, где его озвучил Трэвис Уиллингэм[75][83].
- Мистер Фантастик является играбельным персонажем в игре Marvel: Avengers Alliance для Facebook.
- Уолли Вингерт озвучил Мистера Фантастика в игре Marvel Heroes[75], где он является как NPC, так и игровым персонажам. Тем не менее, по юридическим причинам он и другие члены Фантастической четвёрки были удалены из игры в 2017 году[84].
- Мистер Фантастик является играбельным персонажем в Lego Marvel Super Heroes, где его озвучил Дэ Брэдли Бейкером[85][75]. Работая над загадками Космических Кирпичей, Мистер Фантастик и Капитан Америка в конечном итоге сражаются с Доктором Осьминогом, заручившись поддержкой Человека-паука.
- Мистер Фантастик играбелен в Marvel: Future Fight для платформ iOS и Android[86].
- Мистер Фантастик играбелен в мобильной игре Marvel Puzzle Quest[86].
- Вингерт вновь озвучил Рида Ричардса в игре Marvel Ultimate Alliance 3: The Black Order, в DLC Shadow of Doom[75].
- Мистер Фантастик появляется как игровой персонаж в MOBA-игре Marvel Super War 2019 года.
- Мистер Фантастик упоминается в игре Marvel’s Midnight Suns (2022)[87].
- Мистер фантастик играбелен в геройском шутере Marvel Rivals.

### В популярной культуре
- В «Saturday Night Live» в одном из сюжетов под названием «Похороны Супермена» Мистер Фантастик был одним из участников.
- Пародия на Рида Ричардса — Доктор Ричард Импосибл, является одним из персонажей, мультсериале «Братья Вентура».
- В 4 сезоне телесериале «Звёздные врата: Атлантида» в эпизоде «Путешественники» подполковник Джон Шеппард использует псевдоним Рид Ричардс, когда его похищают.
- В мультсериале «Симпсоны» в хэллоунском эпизоде Барт приобретает способности Мистера Фантастик.
- Мистер Фантастик появляется в «Робоцыпе», в эпизоде «Monstourage», его озвучивает Сет Грин.

## Критика и отзывы
Журнал Wizard поставил героя на 41 место в своём «списке величайших персонажей комиксов всех времён». Рид Ричардс занял 40 место в списке «100 лучших героев комиксов» по версии IGN и был назван самым умным персонажем вселенной Marvel. При этом отмечалось, что «его одержимость к науке иногда идёт в ущерб его семейной жизни, но редко найдётся более добрый и благородный герой, чем он». Также Мистер Фантастик занял 50 место в «Топе 50 Мстителей».